# Club General Díaz
Maillots
Le Club General Díaz est un club paraguayen de football basé à Luque.

## Histoire
Le club est fondé le 22 septembre 1917, son nom honore le général José Eduvigis Díaz qui participe à la Guerre de la Triple-Alliance. Le club est lié aux forces aéronautiques d'ailleurs le nom du stade, "General Adrián Jara", est en mémoire de l’ex-commandant de l’aéronautique militaire, le général de division Don Adrián Jara, ancien président du club dans les années 1960.
En 2006, le club est promu en deuxième division, dès sa première saison il participe aux barrages de montée, mais échoue de peu. Les saisons suivantes le Club General Díaz termine régulièrement en milieu de tableau.
En 2012, après une brillante saison dans laquelle le club est resté à la première place de bout en bout, terminant avec 60 points et invaincu les treize premières journées  puis terminant à 5 points de son dauphin, il accède à la première division.
En 2013, le Club General Díaz joue en haut du tableau dès sa première saison dans l'élite, ce qui lui vaut une qualification pour la Copa Sudamericana. Le club sera éliminé au deuxième tour de la Copa Sudamericana 2014 par les Colombiens de l'Atlético Nacional, futurs finalistes de la compétition.
En 2018, le club participe une seconde fois à la Copa Sudamericana et sera de nouveau éliminé au deuxième tour par un autre club colombien, le Millonarios.

## Palmarès
- Championnat du Paraguay D2 :
  - Champion (1) : 2012.